# سوزان لوتشي
سوزان لوتشي (بالإنجليزية: Susan Lucci)‏ مواليد 23 ديسمبر 1946 في سكيرديل، نيويورك، الولايات المتحدة، هي ممثلة أمريكية بدأت مسيرتها الفنية عام 1969.

## الأعمال
- أناستاستا: سر آنا
- هوب وفيث
- ذاتس سو رايفن
- الخادمات المخادعات
- رالف يدمر الإنترنت

## وصلات خارجية
- الموقع الإلكتروني
- سوزان لوتشي على موقع IMDb (الإنجليزية)
- سوزان لوتشي على موقع ألو سيني (الفرنسية)
- سوزان لوتشي على موقع ميوزك برينز (الإنجليزية)
- سوزان لوتشي على موقع تيرنر كلاسيك موفيز (الإنجليزية)
- سوزان لوتشي على موقع أول موفي (الإنجليزية)
- سوزان لوتشي على موقع قاعدة بيانات برودواي على الإنترنت (الإنجليزية)
- سوزان لوتشي على موقع قاعدة بيانات الأفلام السويدية (السويدية)
- سوزان لوتشي على موقع إن إن دي بي (الإنجليزية)
- سوزان لوتشي على موقع قاعدة بيانات الفيلم (الإنجليزية)
- سوزان لوتشي على موقع كينوبويسك (الروسية)